# Солтаново (Костромська область)
Солтаново (рос. Солтаново) — село в Нейському районі Костромської області Російської Федерації.
Населення становить 221 особу. Входить до складу муніципального утворення Солтановське сільське поселення.

## Історія
У 1936-1944 роках населений пункт належав до Ярославської області. Від 1944 року належить до Костромської області.
Від 2007 року входить до складу муніципального утворення Солтановське сільське поселення.

## Населення
| 2008 | 2010 | 2014 |
| ---- | ---- | ---- |
| 241  | ↘175 | ↗221 |